# 21st Century
21st Century ist eine Soul-Band aus Chicago.

## Geschichte
Freddie Williams, Alphonso Smith, Tyrone Moore, Pierre Johnson und Alonzo Martin waren fünf Teenager, die aus den Henry Horner Homes im Westen von Chicago stammen. Sie alle besuchten die Richard T. Crane High School. Sie wurden vom Autor/Produzenten Marvin Eugene Smith für das lokale Chicagoer Label Golden Tone Productions entdeckt und produziert. Der große Erfolg dieser Single führte bald zu einem Vertriebsvertrag mit RCA Records, der die Platte im März 1975 erneut veröffentlichte. Sie erfreute sich einer langen Laufzeit auf mehreren städtischen Sendern und ist im Laufe der Jahre in zahlreichen Versionen wieder aufgetaucht, die von einer breiten Palette von Medien abgedeckt werden. Pierre Johnson, das ehemalige Mitglied der Gruppe brachte einen Titel „Saturday Night Scru“ (ebenfalls produziert von Marvin Eugene Smith) auf dem sehr beliebten Album „Whispers From The Underground“, einer Zusammenstellung mehrerer aufstrebender Künstler raus. Es ist auf zahlreichen Online-Musik Seiten erhältlich. Während ihrer Blütezeit spielte 21st Century 1975 die Hauptrolle in Soul Train mit Patti Labelle und Minnie Riperton auf. Sie traten auch als Vorband für James Brown, Billie Preston, The Spinners, The Miracles, The Impressions und viele andere auf. Angesichts ihres satten, kraftvollen Gesangs auf Aufnahme und Live waren sie ihrer Zeit wirklich voraus.

## Diskografie
Alben
- Ahead of Our Time (1975; RCA Victor)
- Break Thru (1978; Gordy), als 21st Creation veröffentlicht

Singles
- Remember the Rain? (1974; RCA Victor)
- Child (1975; RCA Victor)
- Tailgate (1977; Motown), als 21st Creation veröffentlicht
- Girls Let's Keep Dancing Close (1978; Gordy), als 21st Creation veröffentlicht